# Quintas do Anascer (Penamacor)
Quintas do Anascer, conhecida frequentemente pela forma sincopada de  Anascer, é uma aldeia pertencente à Freguesia de Benquerença no Município de Penamacor, Distrito de Castelo Branco, tendo ainda uma pequena parte do seu território pertence à freguesia de Casteleiro, Município do Sabugal, Distrito da Guarda, localiza-se na divisão entre a Beira Baixa e a Beira Alta. Conta com 71 habitantes (Censos 2001)
Celebra todos os anos uma festa em honra de nossa Sra. da Saúde no dia 15 de Agosto. Rica em paisagens naturais e património cultural, Anascer conta com uma igreja, cruzeiro e forno comunitário, sendo esta aldeia sede de Associação de Beneficiários da Cova da Beira.